# 八八式軽爆撃機
八八式軽爆撃機
- 用途：爆撃・偵察
- 設計者：リヒャルト・フォークト
- 製造者：川崎航空機・石川島飛行機
- 運用者：日本陸軍
- 生産数：407

八八式軽爆撃機（はちはちしきけいばくげきき）は、太平洋戦争前に日本陸軍で採用された爆撃機である。設計・製造は川崎航空機。八七式軽爆撃機の後継機として八八式偵察機を爆撃機化した機体で、日中戦争の初期まで使用された。

## 概要
日本陸軍は1928年（昭和3年）に国産爆撃機として八七式軽爆撃機を採用したが、この機体は主要構造が木製骨格に羽布張りという旧式なもので、後継機の開発は必要不可欠なものであった。そのため、八七式軽爆撃機の制式採用と同時期に新型軽爆撃機の開発を指示したものの不調だったため、制式採用されて間もない新型偵察機である八八式偵察機を爆撃機に転用することを計画し、川崎航空機に対して機体の改造を指示した。川崎では、八八式偵察機二型を爆撃機に改造した機体を製作したが、テストの結果、性能的に満足いくものだったため1931年（昭和6年）5月に八八式軽爆撃機として制式採用された。
八八式偵察機からの主な変更・改造点は
- 爆弾架の追加
- 爆撃装置の追加
- 主翼の強度を増強
- 上翼中央部と胴体を繋ぐ支柱を追加

というもので、外観上はほとんど八八式偵察機二型と変化はなかった。装備の追加や機体構造の強化のため機体重量は増加しており、その分速度性能が低下した。
1932年（昭和7年）頃から、八七式軽爆撃機に代わって部隊配備が開始された。機体の諸性能は八八式偵察機の優秀さをそのまま引き継いでいたため実戦部隊で愛用され、満州事変、第一次上海事変から日中戦争の初期に至る1938年（昭和13年）頃まで前線で使用された。爆撃機としてはやや鈍速であることが難点であった。爆撃の他、偵察、連絡などの任務でも使用され、第一線を退いた後は練習機として使用された。
生産は川崎と石川島飛行機で行われ、生産機数は407機であった。

## 諸元
- 全長： 12.28m
- 全幅： 15.2 m
- 全高： 3.38 m
- 主翼面積： 48.0m2
- 自重： 1,850 kg
- 全備重量： 3,100 kg
- エンジン： 川崎 ベ式四五〇馬力発動機（BMW-6） 水冷V型12気筒エンジン 450 hp×1
- 最大速度： 210 km/h
- 航続時間： 6時間（最大）
- 武装：
  - 7.7mm機関銃×2
  - 爆弾200kg
- 乗員： 2 名